# آق‌سو (شهر)
آق‌سو (به لاتین: Ağsu) شهری در شهرستان آق‌سو کشور جمهوری آذربایجان است. جمعیت این شهر بر اساس سرشماری سال ۱۹۸۹ میلادی، ۱۴٫۲۰۱ نفر و بر اساس سرشماری سال ۲۰۰۸ میلادی، ۱۷٫۴۰۰ بوده‌است.